# Khankasøen
Khankasøen, eller Xingkai-søen (russisk: о́зеро Ха́нка, tr. ozero Khanka; forenklet kinesisk: 兴凯湖; traditionelt kinesisk: 興凱湖; pinyin: Xīngkǎi Hú), er en sø på grænsen mellem Heilongjiang-provinsen i Kina og Primorskij kraj i Rusland. Den ligger 170 km nord for Vladivostok og 90 km øst for Jixi. 
Søen har et gennemsnitlig areal på 4.190 km² (kan variere fra 4.000 til 4.400 km²), hvoraf 3.030 km² ligger i Rusland og 1.160 km² i Kina. Khankasøen er egentlig to søer, adskilt med en 10 m sandryg. Søbredderne er sumpprægede, undtagen i nordvest.
Området omkring søen er et vigtigt vådområde, og er beskyttet som naturreservat på begge sider af grænsen. Mange sjældne fuglearter, blandt andet dværggås, holder til ved Khankasøen, som er bemærkelsesværdig, både fra et naturværnsynspunkt, for økoturisme og for videnskabelig forskning. Området på den kinesiske side er statsejet og benyttes af kollektivbrug til fiskeri, landbrug og husdyrhold.
Søens afvandingsområde er et sletteland på omkring 16.890 km², hvoraf 97 % ligger i Rusland. I alt 23 floder (8 i Kina og 15 i Rusland) munder ud i søen, som har afløb mod øst gennem grænsefloden Sungatschi, en biflod til Ussuri, som igen er en biflod til Amur. Søen er lavvandet, med en gennemsnitlig dybde på 4,5 meter, og en maksimal dybde på 10,6 meter. Gennemsnitlig vandvolumen er 18,3 km³, maksimum 22,6 km³.  Søen ligger i en højde på mellem 68 m og 70 moh.